# Geologiska kretsloppet
Det geologiska kretsloppet är den process som ger upphov till landmassornas utbredning och form.
Jordens inre energi ger upphov till så kallade endogena krafter, som smälter de djupt liggande delarna av jordskorpan till magma. Vid tektonisk aktivitet, såsom vulkanism eller jordbävningar kommer magman upp till jordytan eller strax därunder. Magma som kommit upp till jordytan benämns lava. När magman stelnat bildar den magmatiska bergarter. 
De magmatiska bergarterna kan sedan med hjälp av tryck, värme eller kemiska förändringar som till exempel vid en förkastning av berggrunden, omvandlas till metamorfa bergarter. Den kan också brytas ned av erosion och massrörelser (exogena krafter), transporteras och avsättas i exempelvis ett hav för att där packas samman och bilda en sedimentär bergart. Sedimentära bergarter kan även bildas av sediment från metamorfa eller magmatiska bergarter.
De sedimentära bergarterna kan sedan på samma sätt som de magtiska omvandlas till metamorfa bergarter genom tryck och värme. De kan också, genom tektonisk aktivitet, sjunka ned mot Jordens inre, smälta och återgå till magma. Även de metamorfa och magmatiska bergarterna kan återgå till magma på detta sätt.